# Cornell Companies
Cornell Companies war ein US-amerikanischer Betreiber von Gefängnissen. Zum 31. Dezember 2009 betrieb Cornell 68 Vollzugsanstalten im Auftrag der US-Bundesregierung oder der Regierung der Bundesstaaten. Die Gefängnisse in den 15 Bundesstaaten und dem District of Columbia boten Platz für 21.392 straffällig gewordene Insassen. Zu den angebotenen Dienstleistungen des Unternehmens zählten neben der Verwahrung in Gefängnissen auch die Gefangenenüberführung, die Drogentherapie und Bildungsdienstleistungen für Insassen.
Im Jahr 2010 erfolgte eine Übernahme Cornells durch die Geo Group. Der Umsatz des börsennotierten Unternehmens Cornell Companies betrug zu diesem Zeitpunkt rund 400 Millionen US-Dollar.